# Samciîkî, Starokosteantîniv
Samciîkî (în ucraineană Самчики) este localitatea de reședință a comunei Samciîkî din raionul Starokosteantîniv, regiunea Hmelnîțkîi, Ucraina.

## Demografie
Componența lingvistică a localității Samciîkî
     Ucraineană (97,21%)
     Rusă (2,32%)
     Alte limbi (0,42%)
Conform recensământului din 2001, majoritatea populației localității Samciîkî era vorbitoare de ucraineană (97,21%), existând în minoritate și vorbitori de rusă (2,32%).